# 茱蒂絲·楊
茱蒂絲·沙恩·楊（英語：Judith Sharn Young，1952年9月15日—2014年5月23日）是一名美國物理學家、天文學家和教育家。1986年，美國物理學會向楊頒發首屆瑪麗亞·格佩特-梅耶獎，以表彰她是世界上最優秀的年輕物理學家。加州理工學院的天文學家尼克·斯科維爾這樣評價她的研究：「她開創性的星系結構研究包括最早繪製星系中的CO發射圖，隨後又對附近星系中的分子氣體和恆星形成進行了最廣泛的調查。」

## 早年生活和教育
楊出生於華盛頓特區，是天文學家薇拉·魯賓和數學生物物理學家羅伯特·約書亞·魯賓的女兒，也是數學家卡爾·魯賓的姐姐。
楊獲得哈佛大學天文學學士學位，並以優異成績畢業。她在明尼蘇達大學獲得物理學碩士和博士學位。

## 職業生涯
1979年，楊開始在麻省理工大學從事博士後研究，與尼克·斯科維爾合作進行一項研究，測量星系中的冷氣體和一氧化碳含量。他們發現，星系中光和氣體的分佈成正比。1982年，美國天文學會授予她安妮·坎農天文學獎。
1985年，楊成為麻薩諸塞大學阿默斯特分校的助理教授。1989年，楊晉升為副教授，並獲得終身教職，1993年成為正教授。她發表了130多篇論文，指導5名博士生，並指導15個本科生研究計畫。
楊因她的太陽輪項目而知名。該計畫旨在將天文學帶到人間，帶到麻薩諸塞大學阿默斯特分校足球場後面的一塊空地上。除了學術工作，楊還在麻薩諸塞大學校園和當地社區擔任志工。

## 個人生活
1975年，她與麥可·楊（Michael Young）結婚，育有一女勞拉（Laura）。
2014年5月23日，楊死於多發性骨髓瘤引起的併發症，享年61歲。